# Kirsten Uttendorf
Kirsten Uttendorf (* 1969 in Lünen) ist eine deutsche Regisseurin, Dramaturgin, Operndirektorin und Intendantin.

## Leben und Werdegang
Uttendorf wurde 1969 in Lünen geboren. Sie studierte von 1989 bis 1994 an der Ruhr-Universität Bochum Theater-, Film- und Fernsehwissenschaften, Kunstgeschichte und Geschichte. Während ihres Studiums war sie am Schauspiel Dortmund und dem Hamburger Schauspielhaus beschäftigt. Sie schloss mit dem Magister der Philologie ab und ging von 1994 bis 1996 als Regieassistentin ans Nationaltheater Mannheim und von 1996 bis 1998 in gleicher Funktion ans Staatstheater Darmstadt.
Ab 1998 wirkte Uttendorf als freiberufliche Regisseurin, unter anderem am Staatstheater Darmstadt, Landestheater Linz, Staatstheater Saarbrücken, Theater Bielefeld, Theater Kiel, Stadttheater Bremerhaven, an den Wuppertaler Bühnen, den Städtischen Bühnen Münster, am Künstlerhaus Mousonturm, beim Darmstädter Waldkunstpfad und bei den Burgfestspielen Bad Vilbel.
Im Jahr 2007 begann sie eine Tätigkeit als Projektmanagerin und künstlerische Beraterin bei der Akademie Musiktheater heute. Mit Beginn der Spielzeit 2018/19 wurde Uttendorf überraschend Operndirektorin am Staatstheater Darmstadt. Intendant Karsten Wiegand, der noch 3 Monate zuvor angekündigt hatte, dass die Position zunächst vakant bleiben würde, entschied sich für Uttendorf, die er als Regisseurin mit starken künstlerischen Blick die „Prozesse von der Kunst her denkt“ schätzte.
Mit Beginn der Spielzeit 2024/25 wurde Uttendorf die erste weibliche Intendantin am Landestheater Detmold. Die Gesellschafterversammlung und der Aufsichtsrat des Landestheaters Detmold entschieden aus 36 Bewerbungen einstimmig für Uttendorf.

## Lehrtätigkeit
Uttendorf wurde 2006 Dozentin an der Hochschule für Musik und Darstellende Kunst Frankfurt am Main und 2011 Lehrbeauftragte im Studiengang Theater- und Orchestermanagement. Von 2012 bis 2014 war sie Dozentin im Ausbildungsbereich Bühnenbild an der Theaterakademie Maastricht. Von 2016 bis 2017 war sie Lehrbeauftragte im Studiengang Kunst- und Kulturmanagement an der Karlshochschule International University.

## Inszenierungen (Auswahl)
- 2003: Invasion, Simon Werle, Uraufführung, Bielefeld[5]
- 2006: Das Interview, Theodor Holmann, Uraufführung, Künstlerhaus Mousonturm[3]
- 2009: Kassandra, Christa Wolf, Künstlerhaus Mousonturm[6]
- 2009: Wer hat Angst vor Virginia Woolf?, Edward Albee, Wuppertaler Bühnen[7]
- 2010: Maria Stuart, Friedrich Schiller, Stadttheater Bremerhaven[8]
- 2011: Die Katze auf dem heißen Blechdach, Tennessee Williams, Stadttheater Bremerhaven[9]
- 2011: La traviata, Oper von Giuseppe Verdi, Stadttheater Bremerhaven[10]
- 2012: Die Schneekönigin, Hans Christian Andersen, Stadttheater Bremerhaven[11]
- 2013: Alice im Wunderland, Lewis Caroll, Burgfestspiele Bad Vilbel[12][13]
- 2014: Composition zu Göthe's Faust sic, Anton Radziwiłł, Darmstadtium[14]
- 2014: Ronja im Räuberwald, Kirsten Uttendorf nach Ronja Räubertochter von Astrid Lindgren, Darmstädter Waldkunstpfad[15][16]
- 2015: Die kleine Hexe, Otfried Preußler, Burgfestspiele Bad Vilbel[17]
- 2016: Ronja Räubertochter, Astrid Lindgren, Burgfestspiele Bad Vilbel[12]
- 2016: Der kleine Prinz, Antoine de Saint-Exupéry, Darmstädter Waldkunstpfad[15][18]
- 2016: MASS: A Theatre Piece for Singers, Players, and Dancers, Leonard Bernstein, Darmstadtium, Darmstadt[19]
- 2017: Pulcinella, Oper von Igor Strawinsky, Oper Wuppertal[20]
- 2017: Tintenherz, Cornelia Funke, Burgfestspiele Bad Vilbel[21]
- 2018: Ritter Parceval, Henrik Albrecht, Berliner Philharmonie[22]
- 2018: Robin Hood und seine Erben, Kirsten Uttendorf, Darmstädter Waldkunstpfad[15]
- 2019: Pippi auf den sieben Meeren nach Astrid Lindgren, Burgfestspiele Bad Vilbel[23]
- 2020: Tschick, Oper von Ludger Vollmer, Staatstheater Darmstadt
- 2021: Die unendliche Geschichte, nach Michael Ende, Burgfestspiele Bad Vilbel[24]
- 2022: Robin Hood, Schauspiel von John von Düffel,[25] Burgfestspiele Bad Vilbel[26]
- 2023: Jim Knopf und Lukas der Lokomotivführer, nach Michael Ende, Burgfestspiele Bad Vilbel[27]
- 2024: Das kleine Gespenst, nach Otfried Preußler, Burgfestspiele Bad Vilbel[28]